# NGC 323
NGC 323 is een elliptisch sterrenstelsel in het sterrenbeeld Phoenix. NGC 323 staat op ongeveer 329 miljoen lichtjaar van de Aarde.
NGC 323 werd op 3 oktober 1834 ontdekt door de Britse astronoom John Herschel.

## Synoniemen
- PGC 3374
- ESO 151-9
- AM 0054-531